# Malfeytia flavopunctata
Malfeytia flavopunctata är en insektsart som beskrevs av Schmidt 1905. Malfeytia flavopunctata ingår i släktet Malfeytia och familjen lyktstritar. Inga underarter finns listade i Catalogue of Life.